# Liste der Kulturgüter in Bussnang
Die Liste der Kulturgüter in Bussnang enthält alle Objekte in der Gemeinde Bussnang im Kanton Thurgau, die gemäss der Haager Konvention zum Schutz von Kulturgut bei bewaffneten Konflikten, dem Bundesgesetz vom 20. Juni 2014 über den Schutz der Kulturgüter bei bewaffneten Konflikten sowie der Verordnung vom 29. Oktober 2014 über den Schutz der Kulturgüter bei bewaffneten Konflikten unter Schutz stehen.
Objekte der Kategorie A sind im Gemeindegebiet nicht ausgewiesen, Objekte der Kategorie B sind vollständig in der Liste enthalten, Objekte der Kategorie C fehlen zurzeit (Stand: 1. Januar 2023).

## Kulturgüter
| Foto | | Objekt                                                             | Kat. | Typ | Standort                      | Beschreibung                                                                             |
| ---- | --- | ------------------------------------------------------------------ | ---- | --- | ----------------------------- | ---------------------------------------------------------------------------------------- |
| ja   | Datei hochladen · Wikidata zu Ganggelisteg - Teil Bussnang (Q29882664)                                                               | Hängesteg über die Thur, Ganggelisteg KGS-Nr.: 04954               | B    | B   | 724147 / 268882               | Objekt liegt hälftig auf dem Gemeindegebiet von Bussnang und Weinfelden (KGS-Nr. 17058). |
| BW   | Datei hochladen · Wikidata zu Mehrfamilienhaus Schopf (Q133931196)                                                                   | Mehrfamilienhaus Schopf KGS-Nr.: 04990                             | B    | G   | Thurberg 1 723599 / 268879    |                                                                                          |
| ja   | Datei hochladen · Wikidata zu Katholische Kirche St. Peter und Verena (Q29882667)                                                    | Katholische Kirche St. Peter und Verena KGS-Nr.: 05139             | B    | G   | Wertbühl 17.4 727806 / 266394 |                                                                                          |
| ja   | Datei hochladen · Wikidata zu Reformierte Kirche St. Gallus (Q1380621)                                                               | Reformierte Kirche St. Gallus KGS-Nr.: 10940                       | B    | G   | Puregass 1.4 723679 / 268752  |                                                                                          |
| ja   | Datei hochladen · Wikidata zu Katholische Kirche St. Joseph (Q28003924)                                                              | Katholische Kirche St. Joseph KGS-Nr.: 13659                       | B    | G   | Puregass 5.2 723603 / 268813  |                                                                                          |
| ja   | Datei hochladen · Wikidata zu Bauernhaus (Q29882662)                                                                                 | Bauernhaus KGS-Nr.: 13660                                          | B    | G   | Oberoppikon 7 721319 / 267541 |                                                                                          |
| ja   | Datei hochladen · Wikidata zu Oppikon-Eppenstein, Burgstock, Burgstogg, ehemalige Burg Eppenstein, Burgstelle Eppenstein (Q29882669) | Eppenstein / Burgstogg, mittelalterliche Burgstelle KGS-Nr.: 13881 | B    | F   | 721040 / 267700               |                                                                                          |